# Colzium Hill
Der Colzium Hill ist ein Hügel in den Pentland Hills. Die 477 m hohe Erhebung liegt an deren Westflanke im südlichen Teil der rund 25 km langen Hügelkette in der schottischen Council Area West Lothian. Die östlichen Hänge des Colzium Hills liegen bereits teilweise in der benachbarten Council Area Scottish Borders.
Die nächstgelegene Ortschaft ist das rund sechs Kilometer südwestlich gelegene Tarbrax. West Linton ist sieben Kilometer südöstlich vor der Ostflanke der Pentland Hills gelegen. Zu den umgebenden Hügeln zählen der Torweaving Hill im Westen, der West Cairn Hill im Nordosten, der Byrehope Mount im Südosten, der Craigengar im Süden sowie der Mealowther im Südwesten.

## Umgebung
An den Flanken des Colzium Hills entspringen mehrere Bäche. An der Südflanke entspringt der Crosswood Burn, der an der Westflanke der Pentland Hills zum Crosswood Reservoir aufgestaut wird. Der Stausee dient der Wasserversorgung der Regionen West Lothian und Edinburgh. Zwei von der Nordostflanke abfließende Bäche speisen hingegen das Harperrig Reservoir, das schließlich über das Water of Leith entwässert. Der an der Ostflanke entspringende Baddinsgill Burn speist nicht das Baddinsgill Reservoir, sondern mündet direkt südlich des Stausees in das abfließende Lyne Water.